# Maumee River
Der Maumee River ist ein Fluss im nordwestlichen US-Bundesstaat Ohio und wird bei Fort Wayne aus dem Zusammenfluss von St. Joseph River und St. Marys River gebildet. 
Er fließt mäandrierend nordostwärts durch eine landwirtschaftlich geprägte Region und mündet nach 209 km in die Maumee Bay des Lake Erie bei der Stadt Toledo. Der Maumee River erhielt am 18. Juli 1974 das Prädikat Ohio State Scenic River und gilt damit als ein unter den Schutz des Staates Ohio gestellter Flusslauf.
Der frühere Name des Flusses lautete Miami River und in Verträgen mit den Indianern wurde er 1671 mit Miami of the Lakes oder französisch mit Miami du Lac bezeichnet. Die Schlacht von Fallen Timbers, die letzte Schlacht des Nordwest-Indianerkriegs, wurde rund 1 km nördlich des Maumee Rivers ausgetragen. Nach dem Sieg des Generals Anthony Wayne über die Indianer mussten diese 1795 das gesamte Einzugsgebiet des Flusses an die Amerikaner abtreten, das zu dieser Zeit Great Black Swamp (Großer Schwarzer Sumpf) hieß. Der Sumpf wurde später trockengelegt und in fruchtbares Farmland umgewandelt. Ein Stück der Feuchtgebiete im Mündungsdelta bildet seit 1975 das Naturschutz-, Naherholungs- und Urlaubsgebiet des Maumee Bay State Park.
Der Maumee River besitzt mit 16.458 km² das größte Einzugsgebiet aller Flüsse, die in die Großen Seen münden. Zusätzlich zu seinen beiden Quellflüssen St. Joseph und St. Marys River gehören der Auglaize River vom Süden und der Tiffin River vom Norden her zu den wichtigsten Nebenflüssen, die sich beide bei Defiance in den Maumee River ergießen.
Bemerkenswert ist die jährliche Wanderung des Walleye den Maumee River flussaufwärts, die als eine der größten Fischwanderungen östlich des Mississippi gilt. Die Migration der Barsche beginnt gewöhnlich im frühen März und dauert bis Ende April, während der Höhepunkt in der ersten Aprilwoche zu erwarten ist.